# Avvezione
In fisica, in particolare nello studio dei fenomeni di trasporto, il termine avvezione identifica il trasporto di una quantità o proprietà fisica da parte di un fluido a causa del suo moto di massa (bulk motion). Ogni quantità conservata ed estensiva può essere trasportata da un fluido in grado di contenerla. Il moto del fluido è solitamente descritto matematicamente da un campo vettoriale, come un campo di velocità, mentre la quantità trasportata con un campo scalare che mostra la sua distribuzione nello spazio.
Il termine avvezione indica il fenomeno del trasporto di una quantità causato da un movimento aperto della corrente, mentre il termine convezione indica lo stesso fenomeno causato da un movimento ciclico del fluido. Per esempio, riferendosi all'acqua, si parla di avvezione quando il vento asciuga i panni appesi; si parla invece di convezione quando un vento ascensionale assorbe acqua dal mare, ascende, la rilascia nell'alta atmosfera e discende sul mare. 
La differenza tra i due fenomeni è solamente una questione di scala dimensionale, per cui è corretto pensare che la quantità di moto è "avvetta" dal campo di velocità nelle equazioni di Navier-Stokes anche se il moto risultante possa essere una convezione.

## Descrizione matematica
L'avvezione è matematicamente descritta tramite l'equazione di avvezione, un'equazione differenziale alle derivate parziali iperbolica che caratterizza il moto di una quantità scalare conservata che viene trasportata da un campo vettoriale noto. Esso esce fuori in modo naturale con la derivata materiale di un campo euleriano.
La descrizione euleriana di una grandezza è il campo spaziotemporale che associa quella grandezza ad ogni punto ed istante del domìnio considerato: {\textstyle f_{(x,t)}}.
Ora, questa descrizione si distingue da quella lagrangiana perché non associa le grandezze alle particelle che le hanno, bensì alla posizione di queste particelle. Pertanto, la derivata temporale esplicita, {\textstyle {\frac {\partial }{\partial t}}f_{(x,t)}}, non descrive la variazione di {\textstyle f} per le particelle in {\textstyle (x,t)}, bensì appunto la variazione del campo. Se si vuole trovare la derivata temporale per la particella, che è quella interessata dalle leggi di conservazione, si deve considerare che la particella intanto si sposta con velocità {\displaystyle {\vec {u}}_{(x,t)}} e dunque si deve sviluppare la derivata totale, in questo contesto chiamata anche "derivata materiale":
{\textstyle {\frac {D}{Dt}}f={\frac {\partial }{\partial t}}f_{(x,t)}+{\vec {u}}\cdot \nabla _{\vec {x}}f_{(x,t)}}
Derivata materiale = derivata esplicita + avvezione.

### Operatore di avvezione
In coordinate cartesiane, l'operatore di avvezione è dato da:
{\displaystyle \mathbf {u} \cdot \nabla =u_{x}{\frac {\partial }{\partial x}}+u_{y}{\frac {\partial }{\partial y}}+u_{z}{\frac {\partial }{\partial z}}}
dove {\displaystyle \mathbf {u} =(u_{x},u_{y},u_{z})} è il campo vettoriale di velocità e {\displaystyle \nabla } è l'operatore nabla.

### Operatore di avvezione ed equazione di continuità
L'equazione di avvezione per una quantità conservata descritta dal campo scalare {\displaystyle \psi } è espressa dall'equazione di continuità:
{\displaystyle {\frac {\partial \psi }{\partial t}}+\nabla \cdot \left(\psi {\mathbf {u} }\right)=0}
dove {\displaystyle \nabla \cdot } è la divergenza. Spesso si assume che il fluido sia incomprimibile, ovvero il campo di velocità soddisfa:
{\displaystyle \nabla \cdot {\mathbf {u} }=0}
e viene allora detto campo vettoriale solenoidale. In tal caso la precedente equazione può essere scritta come:
{\displaystyle {\frac {\partial \psi }{\partial t}}+{\mathbf {u} }\cdot \nabla \psi =0}
e se il flusso è stazionario:
{\displaystyle {\mathbf {u} }\cdot \nabla \psi =0}
che mostra che {\displaystyle \psi } è costante lungo le linee di flusso: si ha infatti {\displaystyle \partial \psi /\partial t=0}, ovvero {\displaystyle \psi } non varia nel tempo.
Se invece di un campo scalare si considera una quantità vettoriale {\displaystyle \mathbf {a} } che subisce l'avvezione da parte di un campo solenoidale {\displaystyle \mathbf {u} }, allora l'equazione di avvezione diventa:
{\displaystyle {\frac {\partial {\mathbf {a} }}{\partial t}}+\left({\mathbf {u} }\cdot \nabla \right){\mathbf {a} }=0}

#### Soluzione
L'equazione di avvezione non è di semplice soluzione con metodi di analisi numerica, a causa soprattutto delle discontinuità presenti nelle soluzioni. Nel caso più semplice, dove si considera uno spazio in una dimensione e un campo di velocità costante, l'equazione assume la forma:
{\displaystyle {\frac {\partial \psi }{\partial t}}+u_{x}{\frac {\partial \psi }{\partial x}}=0}
dove {\displaystyle \psi =\psi (x,t)} è il campo trasportato e {\displaystyle u_{x}} è una componente di {\displaystyle \mathbf {u} =(u_{x},0,0)}.
Se si utilizza la forma antisimmetrica dell'operatore di avvezione:
{\displaystyle {\frac {1}{2}}{\mathbf {u} }\cdot \nabla {\mathbf {u} }+{\frac {1}{2}}\nabla ({\mathbf {u} }{\mathbf {u} })}
dove:
{\displaystyle \nabla ({\mathbf {u} }{\mathbf {u} })=[\nabla ({\mathbf {u} }u_{x}),\nabla ({\mathbf {u} }u_{y}),\nabla ({\mathbf {u} }u_{z})]}
è possibile facilitare l'applicazione di simulazioni numeriche. Utilizzando le identità del calcolo vettoriale, inoltre, si mostra che la versione antisimmetrica può essere scritta in diversi modi:
{\displaystyle \mathbf {u} \cdot \nabla \mathbf {u} =\nabla \left({\frac {\|\mathbf {u} \|^{2}}{2}}\right)+\left(\nabla \times \mathbf {u} \right)\times \mathbf {u} }
{\displaystyle {\frac {1}{2}}\mathbf {u} \cdot \nabla \mathbf {u} +{\frac {1}{2}}\nabla (\mathbf {u} \mathbf {u} )=\nabla \left({\frac {\|\mathbf {u} \|^{2}}{2}}\right)+\left(\nabla \times \mathbf {u} \right)\times \mathbf {u} +{\frac {1}{2}}\mathbf {u} (\nabla \cdot \mathbf {u} )}
disponibili nei pacchetti software dedicati. L'operatore antisimmetrico introduce tuttavia errori quando il campo di velocità diverge. La soluzione con metodi di analisi numerica rappresenta una notevole sfida per i matematici, ed esiste un'ampia letteratura al riguardo.

## Applicazioni

### Meteorologia
In meteorologia con il termine avvezione si indica il sopraggiungere su una porzione di territorio di una massa d'aria con caratteristiche fisico-atmosferiche differenti dalla precedente, generalmente in termini di temperatura e umidità. Solitamente a un'avvezione si associa un sensibile rimescolamento, moti d'aria orizzontali atmosferici ed un cambiamento dei parametri atmosferici suddetti.
Le avvezioni possono essere calde o fredde, umide o secche e avvenire in ogni stagione. Si tratta di un effetto a scala sinottica della circolazione atmosferica — nonché una manifestazione tipica della variabilità meteorologica — che avviene in corrispondenza di particolari disposizioni bariche. Ad esempio una saccatura è portatrice di un'avvezione fredda, preceduta nella parte anteriore da un'avvezione calda, secondo la dinamica e le caratteristiche delle onde di Rossby.